# Nouveau Parti de la fraternité
 (août 2016).
Si vous disposez d'ouvrages ou d'articles de référence ou si vous connaissez des sites web de qualité traitant du thème abordé ici, merci de compléter l'article en donnant les références utiles à sa vérifiabilité et en les liant à la section « Notes et références ».
Le Nouveau parti de la Fraternité (新党友愛, Shintō Yūai, NPF), abrégé en Yūai (友愛) et officiellement traduit en anglais en New Fraternity Party (NFP), est un ancien parti politique japonais fondé le 5 janvier 1998 (officiellement, la procédure de création ayant été engagée le 1er décembre) et disparu le 27 avril suivant.
Dans l'opposition à la Grande coalition qui unissait alors depuis 1994 le Parti libéral-démocrate (PLD, droite conservatrice, qui a dominé seul le pays de sa création en 1955 à 1993), le Parti social-démocrate (PSD, centre gauche social-démocrate héritier en 1996 de l'ancien Parti socialiste japonais) et le Nouveau Parti pionnier (NPP, centre réformiste), il se place au centre de l'échiquier politique et défend tant un socialisme démocratique, un libéralisme politique et une certaine américanophilie en matière de politique étrangère. 

## Historique
Il est fondé par des membres de l'ancien Parti de la nouvelle frontière ou Shinshintō, grand parti politique d'opposition au PLD créé en 1994 à partir de plusieurs formations à l'éventail idéologique assez large (du conservatisme à la social-démocratie) et dissout le 31 décembre 1997 pour s'éclater en plusieurs petits partis. Le Nouveau Parti de la fraternité réunit 23 des 33 parlementaires (14 représentants sur 23 et 9 conseillers sur 10) qui, avant la naissance du Shinshintō, appartenaient au Parti démocrate socialiste (PDS). Celui-ci avait lui-même été fondé en 1960 par des dissidents issus de l'aile droite du Parti socialiste japonais (PSJ) adeptes du socialisme démocratique, centristes, anti-communistes et favorables au traité de coopération mutuelle et de sécurité liant le Japon aux États-Unis. Son président est Kansei Nakano. Parmi les 10 autres parlementaires ex-Shinshintō issus du PDS, 9 (8 autres représentants et 1 autre conseiller) ont quant-à-eux préféré rejoindre le Parti libéral du dernier président du Shinshintō, Ichirō Ozawa, et un dernier député a préféré pour sa part siéger comme indépendant. 
Trois jours après sa création officielle, il rejoint dans les deux chambres de la Diète un groupe commun sous le nom de Fédération Démocrate - Fraternité - Soleil - Peuple (民主 友愛 太陽 国民 連合, Minshu-Yuai-Taiyō-Kokumin-Rengō), raccourci en Minyuren (民友連). Cette coalition comprend alors 97 représentants et 41 conseillers, avec, en plus du NPJ, cinq autres partis d'opposition :
- le Parti démocrate du Japon (民主党, Minshutō?) ou PDJ (centre et partisan d'une troisième voie sociale-libérale, créé en 1996 par la moitié des parlementaires tant du PSD que du NPP) de Naoto Kan (52 représentants et 19 Conseillers),
- trois autres mouvements et des indépendants issus du Shinshintō (29 représentants, et 9 conseillers), tous formés pour l'essentiel par d'anciens dissidents du PLD et donc au centre droit, proches du libéralisme économique ou du conservatisme libéral. Ces trois partis fusionnent le 23 janvier, en étant rejoints  également par un député jusqu'ici non-inscrit, Tatsuya Itō, dans le Parti de la bonne gouvernance (民政党, Minseitō?, abrégé en Minsei 民政) ou PBG, dirigé par l'ancien Premier ministre Tsutomu Hata :
  - la « Voix du Peuple » (国民 の 声, Kokumin-no-koe?), créé le 4 janvier 1998 essentiellement par d'anciens dissidents du PLD, avec d'une part ceux ayant quitté ce grand parti de droite pour protester contre son alliance avec le PSJ en 1994 (parmi eux le leader de ce nouveau mouvement, Michihiko Kano, ancien ministre de l'Agriculture en 1989), et de l'autre ceux issus du Shinseitō (parti néo-libéral de Tsutomu Hata et Ichirō Ozawa créé en 1993) qui n'ont pas suivi Hata dans sa dissidence de 1997 mais ont refusé de même de continuer à soutenir Ozawa en ne rejoignant pas le parti libéral fondé par ce dernier. Il comprend 15 représentants et 3 conseillers.
  - le « Parti du Soleil » (太陽党, Taiyōtō?), premier parti né d'une sécession du Shinshintō, celle de l'ancien Premier ministre Tsutomu Hata, alors opposé à Ichirō Ozawa (avec qui il avait pourtant fondé le Shinseitō après son départ du PLD), et de ses partisans. Créé le 26 décembre 1996, il comprend 10 représentants et 3 conseillers.
  - le « From Five » (フロム ファイブ, Furomu Faibu?), formé par les derniers parlementaires du Shinshintō à être issus de l'ancien Nouveau parti du Japon (NPJ), dont son ancien leader et ex-Premier ministre de la coalition anti-PLD Morihiro Hosokawa, il comprend 3 représentants et 3 conseillers.
- le Parti des réformes démocratiques (民主 改革 連合, Minshu Kaikaku Rengō?), aussi appelé Minkairen, parti social-démocrate fondé en 1989 pour servir de bras politique au principal syndicat de l'archipel, la Confédération syndicale japonaise (日本 労働組合 総連合会, Nihon Rōdōkumiai Sōrengōkai?), plus connue tout simplement comme le RENGO (連合?). Il faisait déjà groupe commun à la Chambre des conseillers avec le premier PDJ depuis novembre 1996. Dirigé par Sadako Sasano, il ne comprend qu'un seul représentant et un seul conseiller (Sasano elle-même).
- des indépendants : deux représentants (Tatsuya Itō élu comme NPJ puis comme Shinshintō avant de siéger comme indépendant à partir de 1997, et Hirofumi Hirano, non-inscrit jusqu'alors depuis son élection en 1996) et trois Chambre des conseillers (à savoir deux ex-élus en 1992 avec le NPJ ayant refusé ensuite de rejoindre le Shinshintō à sa création en 1994 et qui ont fini par faire groupe commun avec le PDJ à partir de novembre 1996 sans y adhérer, et un troisième élu sous les couleurs du Shinshintō en 1995 mais qui, à la dissolution de ce dernier, n'a adhéré à aucun parti tout en s'inscrivant à ce nouveau groupe commun).

Le NPJ disparaît quelques mois après sa création, le 27 avril 1998, les membres du groupe Minyuren fusionnant dans le nouveau et actuel Parti démocrate du Japon (PDJ), nouvelle force principale d'opposition au PLD. En son sein, les membres du Nouveau Parti de la fraternité se regroupent au sein d'une faction, l'Association démocrate socialiste (民社協会, Minsha kyōkai).        

## Direction
Étant donné sa courte existence, ce parti n'a connu qu'une seule direction :
- Président : Kansei Nakano, président auparavant du Comité des Affaires de la Diète du Shinshintō depuis 1997, il avait adhéré au PDS à sa création en 1960 alors qu'il était étudiant et va devenir son dernier secrétaire général en 1994. Il est représentant pour une circonscription de la préfecture d'Ōsaka depuis 1976. Après la création du nouveau PDJ, il en devient président délégué (no 2).
- Secrétaire général : Eisei Itō, représentant pour un district électoral de la préfecture d'Aichi depuis 1983. Après la création du nouveau PDJ, il en devient président du Conseil de recherche politique (no 5).
- Président du Conseil de recherche politique (chargé de l'élaboration du programme) : Tatsuo Kawabata, représentant pour une circonscription de la préfecture de Shiga. Après la création du nouveau PDJ, il en devient secrétaire général adjoint, chargé donc de seconder le secrétaire général (no 3) Tsutomu Hata.

## Parlementaires

### Représentants
Le NPF a disposé tout au long de son existence de 14 membres de la Chambre des représentants, chambre basse de la Diète du Japon :
- 6 élus en 1996 au scrutin uninominal majoritaire à un tour : 
  - Kanagawa : 1 député :
    - Keishū Tanaka (né en 1938, 5e district depuis 1996, avant ancien 4e district de 1983 à 1990)

  - Aichi : 2 députés : 
    - Eisei Itō (né en 1941, secrétaire général du parti, 11e district depuis 1996, avant ancien 4e district de 1983 à 1996)
    - Satoshi Shima (né en 1958, 13e district depuis 1996)

  - Shiga : 1 député :
    - Tatsuo Kawabata (né en 1945, président du conseil de recherche politique du parti, 1er district depuis 1996, avant ancien unique district de 1986 à 1996)

  - Kyōto : 1 député :
    - Kazuya Tamaki (né en 1944, 6e district depuis 1996, avant ancien 2e district de 1979 à 1990)

  - Ōsaka : 1 député :
    - Kansei Nakano (né en 1940, président du parti, 8e district depuis 1996, avant ancien 3e district depuis 1976)
- 8 élus en 1996 à la proportionnelle :
  - Tōhoku : 1 élu :
    - Yasusuke Konta (né en 1942)

  - Nord Kantō : 1 élu :
    - Atsushi Kanda (1941-2008, ancien directeur de l'Agence de la Défense en 1994, avant 1996 député pour l'ancien 2e district de Tochigi depuis 1976)

  - Tōkyō : 1 élu :
    - Kōriki Jōjima (né en 1947)

  - Tōkai : 1 élu :
    - Sōya Fukuoka

  - Kinki : 2 élus :
    - Osamu Yoshida (né en 1962, avant 1996 député pour l'ancien 2e district d'Ōsaka depuis 1993)
    - Setsuya Kagita (né en 1937)

  - Kyūshū : 2 élus :
    - Yoshiaki Takaki (né en 1945, avant 1996 député pour l'ancien 1er district de Nagasaki depuis 1990)
    - Hisazumi Shimazu

### Conseillers
Le NPF a disposé tout au long de son existence de 9 membres de la Chambre des conseillers, chambre haute de la Diète du Japon :
- 4 élus au vote unique non transférable : 
  - Chiba : 1 élu :
    - Akira Imaizumi (né en 1934, élu en 1995)

  - Gifu : 1 élu :
    - Kenji Hirata (né en 1944, élu en 1995)

  - Nara : 1 élu : 
    - Yukihisa Yoshida (1926-2003, élu en 1992, auparavant représentant pour l'ancien unique district de Nara depuis 1967)

  - Okayama : 1 élue :
    - Mie Ishida (née en 1937, élue en 1995)
- 5 élus à la proportionnelle nationale :
  - 3 élus ou réélus en 1992 :
    - Kenji Katsuki (né en 1943, élu en 1986)
    - Masayuki Naoshima (né en 1945, élu en 1992)
    - Kiyoshi Hasegawa (né en 1932, élu en 1992)

  - 2 réélus en 1995 : 
    - Ryōhei Adaki (né en 1935, élu en 1989)
    - Akihisa Terasaki (né en 1936, élu en 1989)

## Idéologie
Ce parti défend, comme son ancêtre le PDS, le socialisme démocratique, soit la mise en place de la participation active de l'ensemble de la population, et tout particulièrement des travailleurs, à la gestion politique et économique du pays, et donc d'un État-providence, en respectant les institutions et les lois démocratiques et le parlementarisme. Il s'inscrit dans l'opposition au Parti libéral-démocrate (PLD, conservateur), au pouvoir depuis sa création en 1955, et se situe au centre de l'échiquier politique japonais. Il prend pour modèle les partis sociaux-démocrates européens, tout particulièrement nordiques. 
Il condamne toute forme de totalitarisme, et est donc normalement hostile aux régimes dictatoriaux tant fascistes, nationalistes ou militaristes que communistes comme la Chine populaire ou la Corée du Nord. Il est nettement pro-américain, défend le traité de coopération mutuelle et de sécurité avec les États-Unis (son principal point de rupture avec le PSD) mais aussi un renforcement du poids du Japon sur la scène internationale, voire la révision de la Constitution pour reconnaître, sous certaines conditions, au pays la possibilité d'avoir recours à la force pour l'autodéfense.